# Walter Leopold von Brunn
Walter Albert Leopold von Brunn (* 19. August 1914 in Rostock; † 16. Dezember 1971 in Birsfelden, Schweiz) war ein deutscher Medizinhistoriker und Hochschullehrer.

## Leben und Wirken
Walter Leopold von Brunn, Sohn des Medizinhistorikers Walter (Albert Ferdinand) von Brunn (1876–1952) und der Else Range (1884–1959), Tochter der Emma Wossidlo und des Kaufmanns Leopold Range. Walter von Brunn gehört zur briefadeligen Familie  von Brunn, Nobilitierung im Fürstentum Anhalt-Köthen 1835, hier für den Arzt Wilhelm Johann Brunn.
Er studierte Medizin an der Universität Hamburg und promovierte dort 1939 bei Eduard Keeser. Anschließend arbeitete er als Facharzt für Lungen- und Nervenkrankheiten. Von 1951 bis 1965 war er Schriftleiter der Deutschen Medizinischen Wochenschrift. Nach seiner Habilitation war er von 1957 bis 1961 Privatdozent, von 1961 bis 1969 als ordentlicher Professor für Medizingeschichte an der Eberhard Karls Universität Tübingen tätig und Direktor des dortigen Instituts für Geschichte der Medizin. Einer seiner Doktoranden war der Medizinhistoriker Gerhard Fichtner.
Walter von Brunn heiratete 1949 in Basel die Ärztin Ruth Fahrni, Tochter der Luise Bucher und des Kantonalbeamten Paul Johann Fahrni, ihr Sohn ist der Journalist Albert von Brunn.

## Schriften (Auswahl)
- Untersuchungen über Blutstillungsmittel. Dissertation Universität Hamburg 1939.
- Paracelsus und seine Schwindsuchtslehre. Thieme, Leipzig 1941.
- Hippokrates und die meteorologische Medizin. Sauerländer, Aarau 1947.
- Medizinische Zeitschriften im 19. Jahrhundert. Beiträge zur Geschichte der allgemein-medizinischen Fachpresse. Thieme, Stuttgart 1963.
- Albert Friedrich Schill und die allgemeine Pathologie vor Beginn der Ära der genetischen Zelltheorie. Steiner, Wiesbaden 1965.
- Kreislauffunktion in William Harvey’s Schriften. Springer, Berlin 1967.